# Tweede klasse 2015-2016
La Proximus League 2015-2016 è stata la 100ª edizione della seconda serie del campionato di calcio belga, sponsorizzato dalla Proximus. La stagione è iniziata il 7 agosto 2015 e si è conclusa il 30 aprile 2016. Il Royal White Star Bruxelles ha vinto il campionato, ma in seguito non ha ottenuto la licenza dalla URBSFA/KBVB per le prime due divisioni del calcio belga ed è stato retrocesso nella neocostituita Division 1 Amatori. Di conseguenza l'Eupen, secondo classificato, è stato promosso in Pro League e il Roeselare, nono classificato, è stato riammesso in Division 1-B.

## Stagione

### Novità
La stagione 2015-2016 è l'ultima con l'attuale forma. A partire dalla stagione 2016-2017 verrà rinominata Division 1-B, a seguito di una riforma dei campionati di calcio belga. Il campionato sarà composto di sole 8 squadre, di conseguenza al termine della stagione attuale verranno retrocesse 9 squadre e nessuna verrà promossa dalla terza serie. Non sono previsti play-off promozione e solamente la prima classificata viene promossa.
Al termine della stagione 2014-2015, sono stati promossi in Pro League il Sint-Truiden, primo classificato, e l'OH Leuven, primo classificato nei play-off promozione.

Sono stati retrocessi dalla Pro League il Cercle Bruges, ultimo classificato, e il Lierse, piazzatosi al terzo posto nei play-off promozione di Tweede Klasse.

Sono stati retrocessi in Derde klasse il Racing Mechelen e il Woluwe Zaventem, classificatisi agli ultimi due posti. Il Mons si è sciolto, mentre l'Eendracht Aalst non ha ricevuto la licenza per problemi economici.

Dalla Derde klasse sono stati promossi il Coxyde, primo classificato della Derde klasse A, il Union Saint-Gilloise, secondo classificato della Derde klasse B poiché i campioni del Cappellen non hanno fatto richiesta per ottenere la licenza, e il Deinze, vincitore dei play-off promozione.

### Formula
Il torneo è composto di 17 squadre. Ciascuna squadra affronta le altre due volte, una volta in casa e l'altra in trasferta, per un totale di 32 giornate.

La squadra prima in classifica al termine del campionato viene promossa in Division I, mentre le ultime nove classificate (dal 9º al 17º posto) vengono retrocesse nella Division 1 Amatori.

## Squadre partecipanti
| Club                 | Città             | Stadio                              | Stagione precedente        |
| -------------------- | ----------------- | ----------------------------------- | -------------------------- |
| Anversa              | Anversa           | Bosuilstadion                       | 10º posto in Tweede klasse |
| Cercle Bruges        | Bruges            | Stadio Jan Breydel                  | 15º posto in Pro League    |
| Coxyde               | Koksijde          | Stadio Oscar Vankesbeeck (Mechelen) | 1º posto in Derde klasse A |
| Deinze               | Deinze            | Stadio Burgemeester Van de Wiele    | 2º posto in Derde klasse A |
| Dessel Sport         | Dessel            | Stadio Armand Melis                 | 15º posto in Tweede klasse |
| Eupen                | Eupen             | Kehrweg Stadion                     | 3º posto in Tweede klasse  |
| Heist                | Heist-op-den-Berg | Gemeentelijk Sportcentrum           | 14º posto in Tweede klasse |
| Lierse               | Lier              | Herman Vanderpoortenstadion         | 16º posto in Pro League    |
| Lommel Utd           | Lommel            | Soevereinstadion                    | 2º posto in Tweede klasse  |
| Patro Eisden         | Maasmechelen      | Patro-stadion                       | 16º posto in Tweede klasse |
| Roeselare            | Roeselare         | Schiervelde Stadion                 | 11º posto in Tweede klasse |
| Seraing              | Seraing           | Stade Pairay                        | 5º posto in Tweede klasse  |
| Tubize-Braine        | Tubize            | Stade Leburton                      | 5º posto in Tweede klasse  |
| Union Saint-Gilloise | Saint-Gilles      | Stadio Joseph Marien                | 2º posto in Derde klasse B |
| Verbroedering Geel   | Geel              | De Leunen                           | 13º posto in Tweede klasse |
| Virton               | Virton            | Stade Yvan Georges                  | 6º posto in Tweede klasse  |
| White Star Bruxelles | Bruxelles         | Stade Fallon                        | 12º posto in Tweede klasse |

## Classifica finale
|  | Pos. | Squadra              | Pt | G  | V  | N  | P  | GF | GS | DR  |
|  | ---- | -------------------- | -- | -- | -- | -- | -- | -- | -- | --- |
|  | 1.   | White Star Bruxelles | 65 | 32 | 20 | 5  | 7  | 57 | 27 | +20 |
|  | 2.   | Eupen                | 62 | 32 | 18 | 8  | 6  | 69 | 34 | +35 |
|  | 3.   | Anversa              | 62 | 32 | 18 | 8  | 6  | 52 | 20 | +32 |
|  | 4.   | Tubize-Braine        | 57 | 32 | 17 | 6  | 9  | 51 | 34 | +17 |
|  | 5.   | Cercle Bruges        | 54 | 32 | 14 | 12 | 6  | 56 | 35 | +21 |
|  | 6.   | Union Saint-Gilloise | 51 | 32 | 15 | 6  | 11 | 50 | 34 | +16 |
|  | 7.   | Lierse               | 51 | 32 | 14 | 9  | 9  | 53 | 41 | +12 |
|  | 8.   | Lommel Utd           | 50 | 32 | 14 | 8  | 10 | 43 | 29 | +14 |
|  | 9.   | Roeselare            | 50 | 32 | 14 | 8  | 10 | 46 | 47 | -1  |
|  | 10.  | Dessel Sport         | 48 | 32 | 14 | 6  | 12 | 38 | 40 | -2  |
|  | 11.  | Seraing              | 43 | 32 | 13 | 4  | 15 | 44 | 54 | -10 |
|  | 12.  | Virton               | 34 | 32 | 8  | 10 | 14 | 40 | 55 | -15 |
|  | 13.  | Verbroedering Geel   | 31 | 32 | 6  | 13 | 13 | 40 | 56 | -16 |
|  | 14.  | Deinze               | 29 | 32 | 6  | 11 | 15 | 36 | 58 | -22 |
|  | 15.  | Patro Eisden         | 24 | 32 | 5  | 9  | 18 | 33 | 63 | -30 |
|  | 16.  | Heist                | 19 | 32 | 4  | 7  | 21 | 39 | 82 | -43 |
|  | 17.  | Coxyde               | 16 | 32 | 2  | 10 | 20 | 29 | 67 | -38 |

Legenda:

      Promossa in Pro League 2016-2017
      Retrocesse in Division 1-Amatori 2016-2017

Note:

Tre punti a vittoria, uno a pareggio, zero a sconfitta.
La classifica viene stilata secondo i seguenti criteri:
- Punti conquistati
- Partite vinte
- Differenza reti generale
- Reti totali realizzate
- Reti totali realizzate in trasferta
- Partite vinte in trasferta
- Spareggio

## Statistiche

### Classifica marcatori
| Gol |  |  | Giocatore          | Squadra              |
| --- |  |  | ------------------ | -------------------- |
| 24  |  |  | Etien Velikonja    | Lierse               |
| 18  |  |  | Dylan De Belder    | Lommel Utd           |
| 17  |  |  | Mamadou Diallo     | Tubize-Braine        |
| 12  |  |  | Youssef Boulaouali | Heist                |
| 12  |  |  | Davy Brouwers      | Roeselare            |
| 12  |  |  | Joery Dequevy      | Anversa              |
| 12  |  |  | Mamadou Fall       | White Star Bruxelles |
| 12  |  |  | Cédric Fauré       | Union Saint-Gilloise |
| 12  |  |  | Florian Taulemesse | Eupen                |
| 11  |  |  | Víctor Curto       | Eupen                |
| 11  |  |  | Nicolas Rajsel     | Union Saint-Gilloise |
| 10  |  |  | Jerome Mezine      | Deinze               |
| 10  |  |  | Bart Webers        | Heist                |
| 9   |  |  | Alessio Allegria   | Verbroedering Geel   |
| 9   |  |  | Lonsana Doumbouya  | Cercle Bruges        |
| 9   |  |  | Megan Laurent      | Tubize-Braine        |
| 9   |  |  | Ivan Yagan         | Cercle Bruges        |

## Verdetti finali
- White Star Bruxelles vincitore della Tweede klasse.
- Eupen promosso in Pro League.
- White Star Bruxelles (non ha ottenuto la licenza), Dessel, Seraing, 'Virton, Verbroedering Geel, Deinze, Patro Eisden MM, Heist e Coxyde retrocessi in Division 1 Amatori.